# Blick Blick
Blick Blick è un singolo collaborativo delle rapper Coi Leray e Nicki Minaj, pubblicato nel 2022 e incluso nel primo album in studio di Leray, ovvero Trendsetter.

## Tracce
1. Blick Blick – 2:58

## Classifiche
| Classifica (2022) | Posizione raggiunta |
| ----------------- | ------------------- |
| Stati Uniti       | 37                  |